# Tay Raglan
Tay Raglan hay vai Raglan là cách ráp thân áo và ống tay áo, để lại một đường nối chéo từ cổ áo xuống nách. Khác với tay áo truyền thống thường cắt cổ áo cùng phía trên tay áo bằng một mảnh vải chung, tay Raglan nối ở phía dưới nên vai xuôi hơn và phía dưới nách không bị cộm vì vải thừa chùng.

## Lịch sử

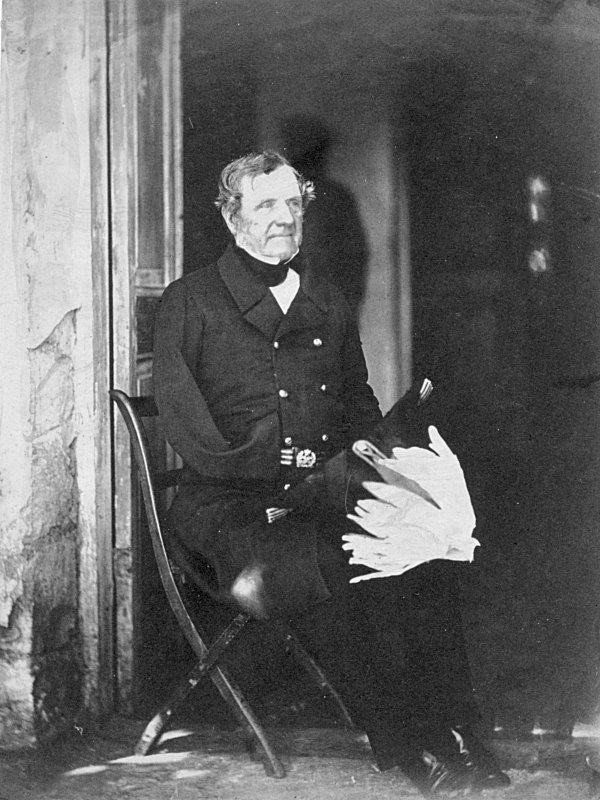
Đệ nhất Nam tước Raglan, 1855

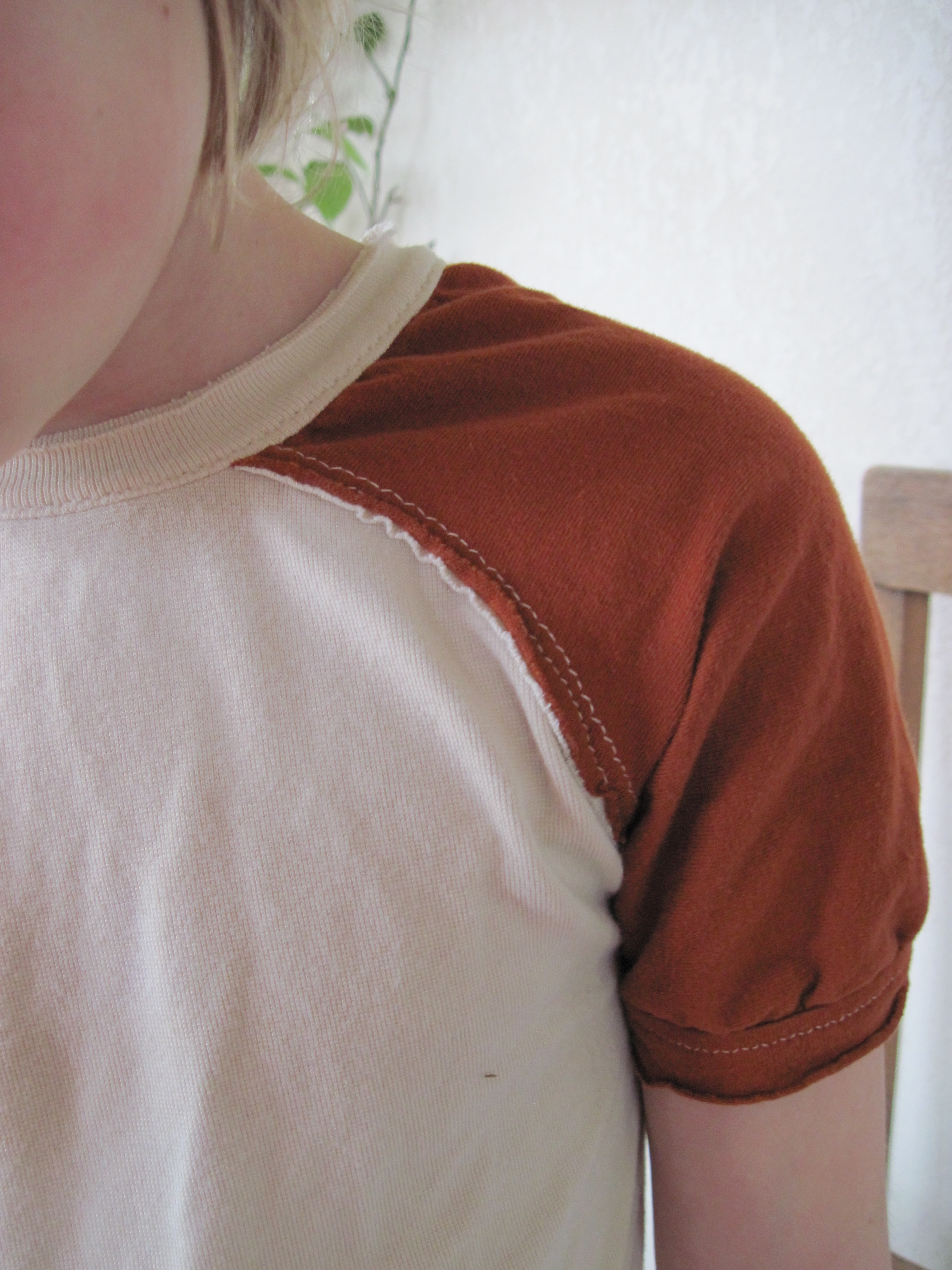
Đường nối kiểu Raglan chạy chéo từ cổ áo xuống nách, làm đường vai xuôi

Tay Raglan xuất phát từ Âu châu, do FitzRoy Somerset Đệ nhất Nam tước Raglan phổ biến. Ông là người mặc loại áo cắt kiểu này vì bị thương tích ở cánh tay phải trong trận Waterloo và phải cưa tay. Thương hiệu Aquascutum chuyên may quân phục cho Nam tước Raglan cũng đã dùng kiểu nối này để người mặc dễ cử động hơn.
Áo có ống tay Raglan cũng là một loại áo lót thông dụng (mặc dưới áo jersey) cho các đội bóng chày trong Major League Baseball.

## Việt Nam

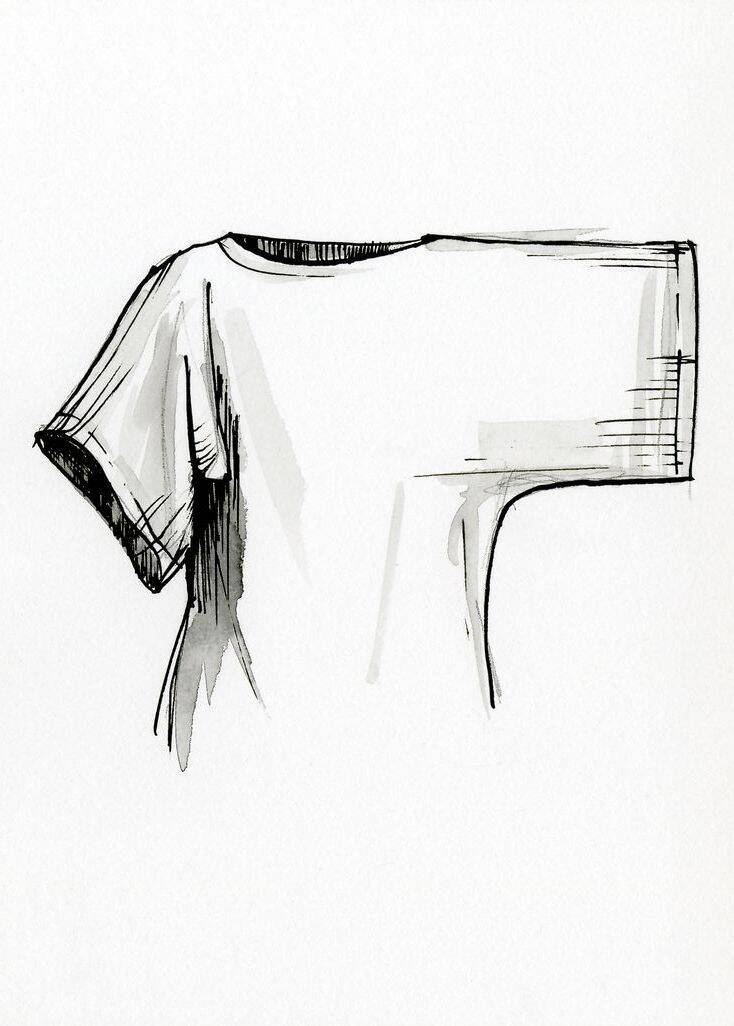
Đường nối tay áo truyền thống là cắt cổ áo và tay áo phía trên từ một mảnh vải làm vai thẳng ngang. Đoạn nối là ở cánh tay trên

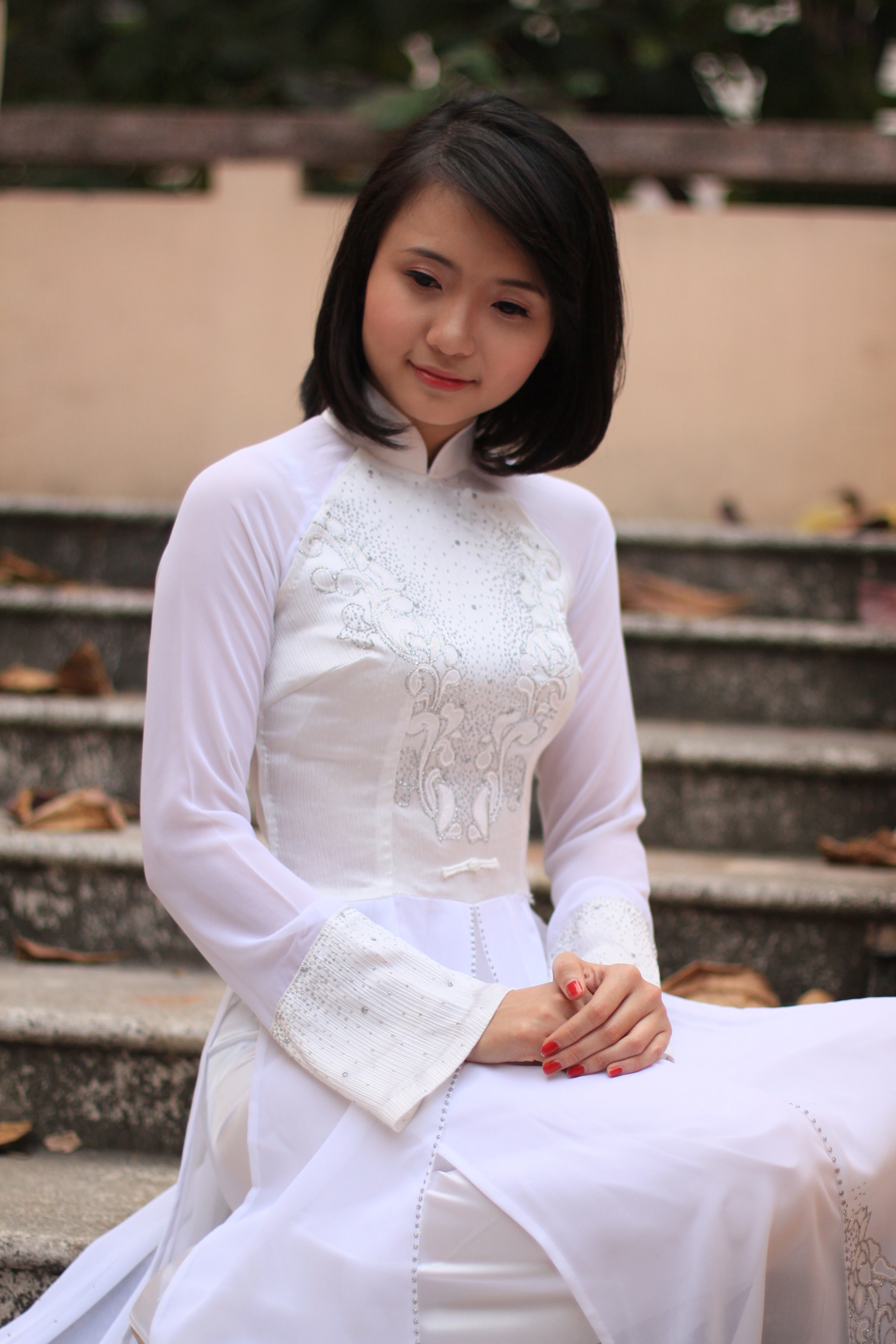
Áo dài phụ nữ rõ đường nối tay Raglan

Tay Raglan là một bước cải tiến lớn trong hình dáng cách tân áo dài của phụ nữ Việt vào giữa thế kỷ 20 thời Đệ Nhất Cộng hòa Việt Nam. Áo cắt kiểu này bó sát thân hình hơn và bớt nhăn ở hai bên vai và nách.
Trong khi áo dài phụ nữ dần dần chuyển hẳn sang ráp Raglan, áo dài nam giới không thay đổi, giữ nguyên nét cách truyền thống vai ngang.